# Colégio de São Paulo (Macau)

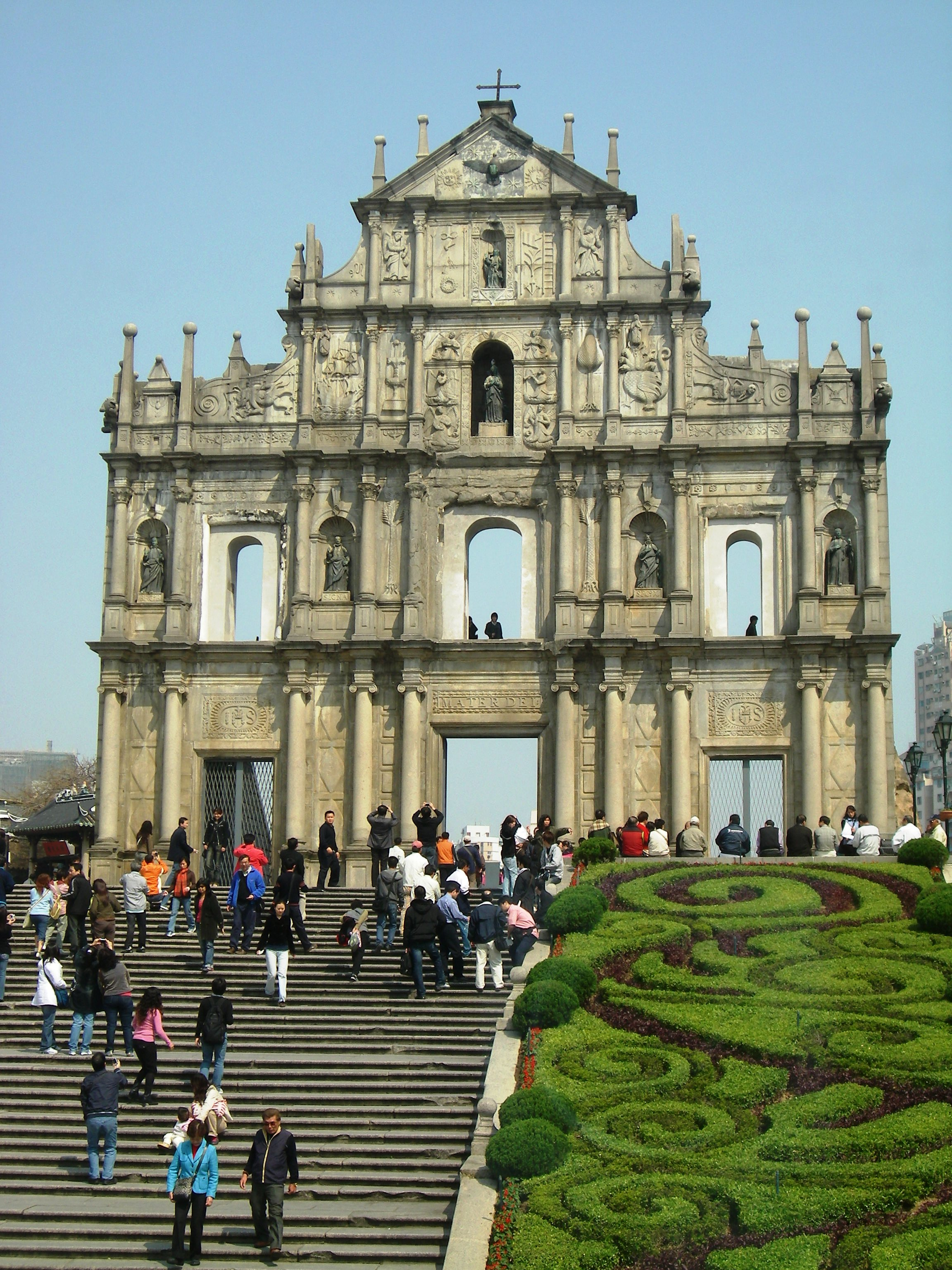
Ruínas de S. Paulo, mostrando a fachada remanescente da Igreja da Madre de Deus, única edificação sobrevivente do complexo do colégio, que foi destruído em 1835 por um incêndio.

O Colégio de São Paulo de Macau, também conhecido como Colégio da Madre de Deus foi uma instituição de ensino universitário fundada em 1594 por jesuítas ao serviço do império português, no âmbito do acordo do Padroado português. O Colégio, que serviu para preparar os missionários jesuítas que viajavam para o Extremo Oriente, foi a primeira instituição universitária de tipo ocidental na Ásia Oriental, contando com um programa académico extenso, equivalente ao currículo de uma universidade.
Em 1835, o Colégio de São Paulo e a sua igreja anexa (Igreja da Madre de Deus) foram destruídos por um violento incêndio. Apenas sobreviveram a imponente fachada e a escadaria monumental da Igreja da Madre de Deus. Em 2005, as Ruínas de S. Paulo — nomeadamente a fachada da Igreja da Madre de Deus — devido à sua beleza e valor excepcionais, foram incluídas no Centro Histórico de Macau, por sua vez incluído na Lista do Património Mundial da Humanidade da UNESCO.

## História
O Colégio de São Paulo de Macau foi fundado por Alessandro Valignano, quando em 1594 ampliou a antiga escola da Madre de Deus, com o objetivo de criar uma escala para preparar os missionários jesuítas que viajavam para o Extremo Oriente. O seu programa acadêmico incluia disciplinas fundamentais como a teologia, filosofia, matemática, geografia, astronomia, e as línguas Latim, Português e Chinês, além de uma escola de música e de artes. O Colégio de São Paulo de Macau teve enorme influência na aprendizagem pioneira das línguas e culturas orientais, abrigando os primeiros sinólogos ocidentais, como Matteo Ricci, Johann Adam Schall von Bell e Ferdinand Verbiest, entre muitos estudiosos notáveis da época. Tornou-se um centro asiático de formação de missionários católicos e contribuiu significativamente na difusão do Catolicismo na China e em todo o Extremo Oriente. Este trabalho missionário permitiu também um maior intercâmbio cultural, científico e artístico entre o Ocidente e o Oriente.
O Colégio de São Paulo também oferecia uma instrução básica para os habitantes de Macau, ensinando-lhes coisas simples mas muito importantes, como por exemplo a ler, a escrever e a contar.
Importante ponto de partida de missionários católicos para os diferentes países da Ásia Oriental, principalmente o Japão e a China, desenvolveu-se interligado com o próspero comércio Macau-Nagasaki no que ficou conhecido como Período Nanban. Em 1594, esta instituição universitária já contava com mais de 200 estudantes e 59 professores jesuítas. O número de estudantes continuou a aumentar devido à intensificação do trabalho missionário no Oriente. O colégio, juntamente com a igreja adjacente, foi parcialmente danificado em 1595 por um incêndio. Devido à sua grande importância ao nível da formação de missionários, o colégio foi reconstruído rapidamente. Em 1639, depois de uma revolta atribuida à influência religiosa, o catolicismo foi banido no Japão e os portugueses foram expulsos. O Colégio tornou-se então um refúgio para os sacerdotes em fuga. Os Jesuítas abandonaram-no em 1762, quando foram expulsos pelas autoridades portuguesas, durante a supressão da Companhia de Jesus. As autoridades portuguesas utilizaram o colégio abandonado como quartel militar.
Em 1835, os edifícios foram destruídos por um violento incêndio, começado nas cozinhas do Colégio. O Colégio foi totalmente destruído. Apenas restaram a imponente fachada e a escadaria monumental da Igreja anexa ao colégio (Igreja da Madre de Deus). Do colégio, apenas restam alguns vestígios arqueológicos.
Em 2005, a Ruínas de S. Paulo — nomeadamente a fachada da Igreja da Madre de Deus — devido à sua beleza e valor arquitectónico e histórico excepcional, foram incluídas no Centro Histórico de Macau, por sua vez incluído na Lista do Património Mundial da Humanidade da UNESCO.

## Estudiosos que passaram pelo colégio
- Alexandre Valignano (1578-1606): fundador do colégio, o promotor do estudo das línguas japonesa e chinesa.
- Michele Ruggieri (1579): co-autor do dicionário Português-Chinês — o primeiro dicionário europeu de chinês
- Matteo Ricci (1582): co-autor do dicionário Português-Chinês — o primeiro dicionário europeu de chinês
- João Rodrigues (1574?-77 and 1610-1633): organizou primeiro dicionário europeu de japonês, o Nippo Jisho
- Johann Adam Schall von Bell (1619): conselheiro do imperador Shunzhi, diretor do Observatório Imperial e do Tribunal das Matemáticas.
- Alexandre de Rhodes (1630-1640): autor do dicionário vietnamita-Português-latim, publicado em Roma em 1651.
- Michał Boym (1643): professor no colégio, autor de numerosas obras sobre a fauna, flora e geografia asiáticas.
- Ferdinand Verbiest (1659): matemático e astrônomo, corrigiu o calendário chinês, foi Chefe do Conselho de Matemática e Director do Observatório.
- Tomás Pereira (1665?-73): Considerado o introdutor da música ocidental na China, emissário do imperador Kangxi no Tratado de Nerchinsk
- Manuel Dias (Yang MaNuo): introduziu o telescópio na China apenas três anos após Galileu o ter divulgado.
- Martino Martini: cartógrafo e historiador
- Giulio Alenio
- Xu Guangqi: mandarim católico, foi agrónomo, astrónomo e matemático.